# 4-нітрофенол
4-нітрофенол (пара-нітрофенол) ― органічна сполука з класу нітрофенолів. Є ізомером 2-нітрофенолу та 3-нітрофенолу.

## Фізичні властивості

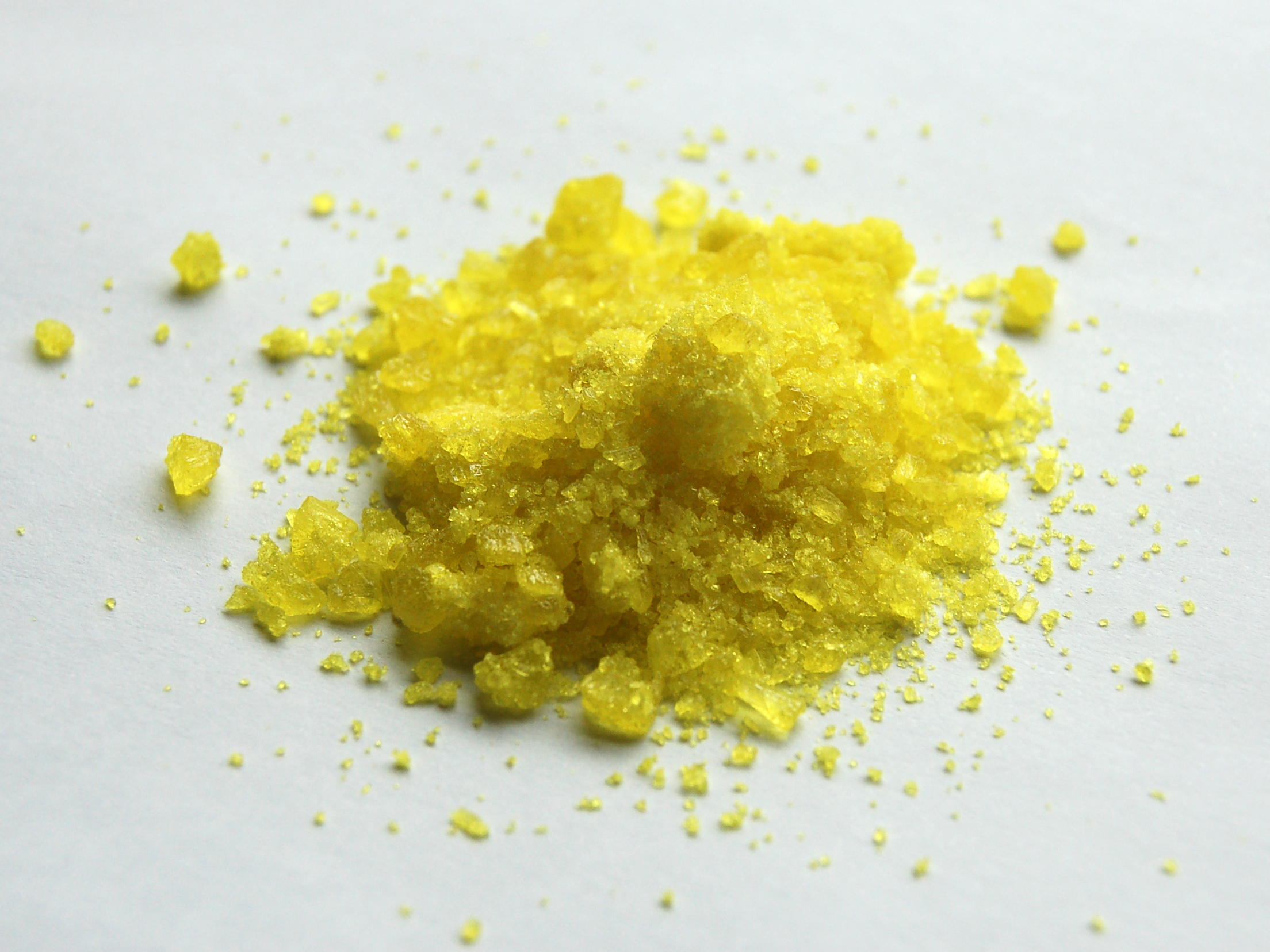
4-нітрофенол

За стандартних умов 4-нітрофенол є твердою речовиною. Має дві кристалічні форми: α та β. Перша з них утворюється при кристалізації з толуену за температури понад 63 °С і є нестабільною, друга стабільна, має жовтий колір, утворюється при кристалізації з толуену за температури нижче 63 °С.
Порівняно з 2-нітрофенолом, 4-нітрофенол не летючий і добре розчиняється в воді.

## Отримання

### Нітруванням фенолу

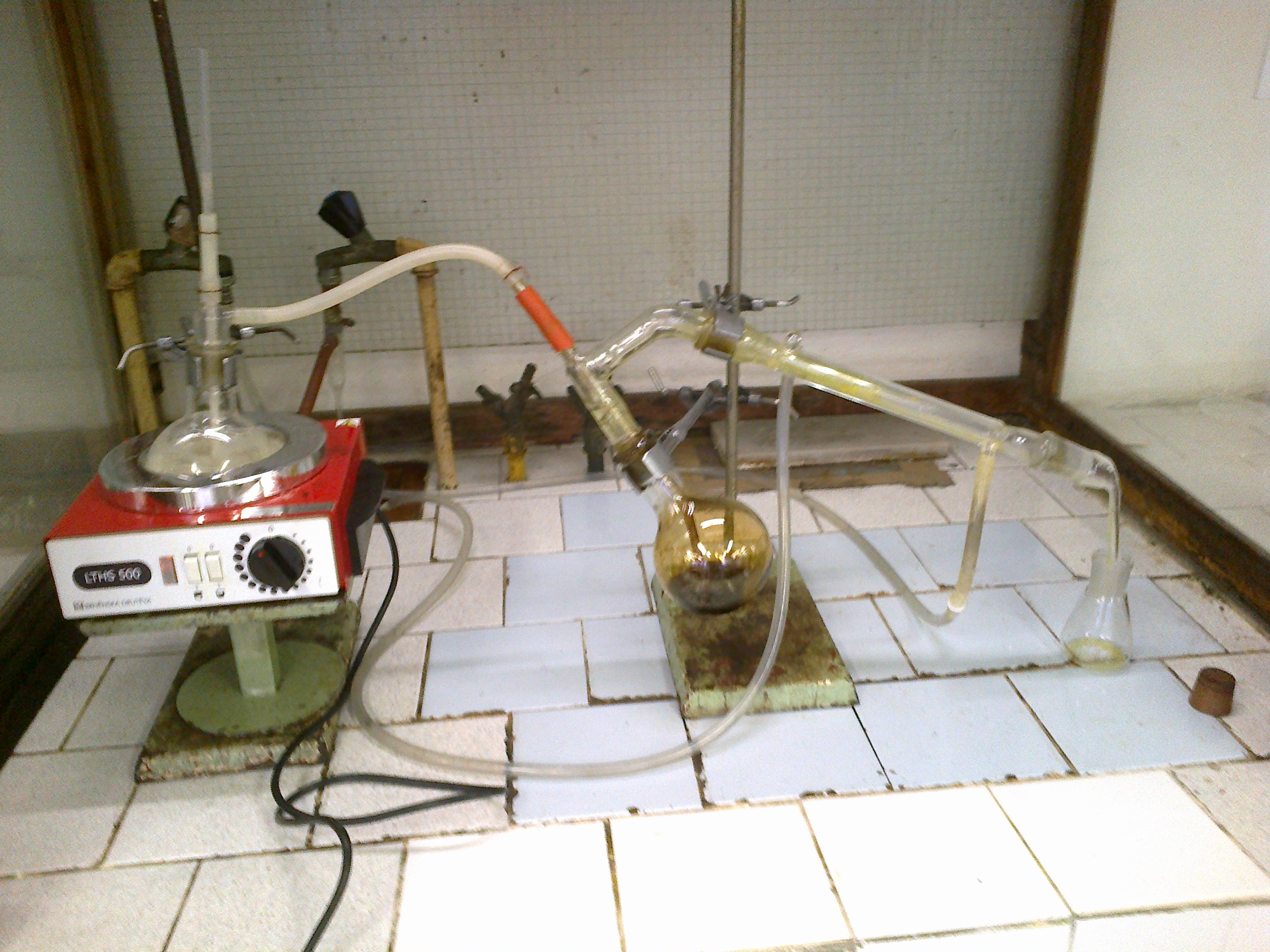
Одержання 2-нітрофенолу та 4-нітрофенолу в лабораторії

При нітруванні фенолу утворюється суміш 2-нітрофенолу та 4-нітрофенолу. Оскільки 2-нітрофенол більш летючий, ніж 4-нітрофенол, продукти можна розділити дистиляцією.

### Гідролізом 4-хлоронітробензену
Гідроліз 4-хлоронітробензену економічно вигідніший за нітрування фенолу, тому саме ця реакція є основним джерелом одержання 4-нітрофенолу. Проврдять реакцію наступним чином: 4-хлоронітробензен розчиняють у 8,5% розчині гідроксиду натрію, поступово нагрівають до 170 °С та тримають в автоклаві протягом 8 годин.

## Застосування
Застосовується як pH-індикатор: при зміні pH від 5,4 до 7,5 відбувається перехід від безбарвного до жовтого кольору.
Також застосовується для отримання 4-амінофенолу:

## Токсичність
Подразнює шкіру та слизові оболонки. За умов хронічного впливу може пошкоджувати транспорт кисню в крові. Даних про мутагенність та канцерогенність недостатньо для висновків.